# 菅谷美穂
菅谷 美穂（すがや みほ、1994年8月13日 - ）は日本の元ジュニアアイドル。
東京都出身、血液型A型。趣味はアイドルのグッズ集め。特技は茶道、陸上競技。過去の所属はインフィニティプラス。
2011年9月、引退。

## 人物
- ハッピーターンが好き。特に粉の部分。
- デビューDVD「純粋少女」が爆発的な売れ行きを記録。あまりの堂々とした立居振る舞いに、当初は年齢詐称疑惑まで出ていたが、ブログでは2010年春に高校生になった事が書かれている事から、実年齢である可能性が高い。
- 映画初出演となった「リキッド・フィクション」の映像特典では、撮影途中に高校の入学式があった事に言及している。

## 出演

### イメージビデオ（単独）
- たっぷり菅谷美穂 (2009年10月2日 アイマックス）
- 純粋少女 ~Tに恋する可憐少女~（2009年12月25日 日本メディアサプライ）
- 美少女は純真可憐 (2010年2月19日 日本メディアサプライ）
- 100%美少女 Vol.65 （2010年5月21日 日本メディアサプライ）
- Cutie Mermaid （2010年8月27日 オルスタックピクチャーズ）
- 白旧スクも濡れて．．．（2010年10月29日 桃ドットジェイピー）
- せつなの恋人（2010年11月19日 M.B.D メディアブランド）
- Cutie Mermaid 2（2011年2月26日 オルスタックピクチャーズ）
- 100%美少女Vol.68 菅谷美穂2（2011年5月27日、M.B.D メディアブランド）
- Miho・Tの領域（2011年8月26日、エスデジタル）
- ブルマも濡れそう．．．（2011年10月21日 桃ドットジェイピー）
- All About 菅谷美穂（2012年5月18日、M.B.D メディアブランド）

### 映画
- リキッド・フィクション（2010年、ゆーちん役、主演、DVD2010/07/21発売）

### CDシングル
- Liquid Fictions（2010年、Knowledge Alliance、「ちぇり〜★腐ぁ〜む」 ゆーちん名義）